# Emma-O
Emma-O var en underjordsgud i japansk mytologi, de dödas domare.